# Kunnapatna, Heggadadevankote
Kunnapatna là một làng thuộc tehsil Heggadadevankote, huyện Mysore, bang Karnataka, Ấn Độ.